# Kärnspole

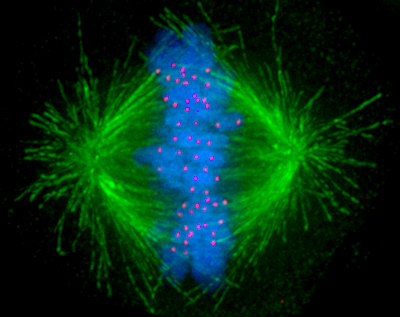
Celldelning -
mikrotubuli är grönt på bilden.
kromosomerna är blå.

Kärnspolen eller den mitotiska apparaten ansvarar för isärdragningen av kromosomerna vid celldelningen.
Kärnspolen är en struktur som ingår i eukaryota cellers cellskelett och som har en viktig funktion i celldelning. Dess funktion är att dra isär kromosomerna så att de fördelas lika på dottercellerna. Kärnspolen består av en bunt mikrotubuli som är samlade i ändpunkterna men ganska vitt åtskilda i mitten.
När kärnspolen byggs upp under tidig metafas fäster sig ändpunkterna på en del av mikrotubuli vid kinetokorerna som finns samlade vid kromosomernas centromerer.